# 安大略407號省道
安大略407號省道（英語：Ontario Highway 407）是加拿大安大略省南部一條東西向400系列收費高速公路，全長151.4（94.1英里），西端在伯靈頓與403號公路和伊利沙伯皇后道交匯，東端在克拉靈頓與35號和115號公路相接。此公路介乎西端伯靈頓和皮克靈布洛克道（Brock Road）的路段業權隸屬私營的407ETR特許有限公司（407 ETR Concession Company Limited），正式名稱為407號快速收費公路（407 Express Toll Route，簡稱）；布洛克道以東路段的業權則隸屬安大略省政府。407號公路是世上首條全面採用電子道路收費系統的收費公路；公路沿線不設收費站，營運公司透過裝設在車輛擋風玻璃上的收發器或設置在公路出入口的車輛號牌攝影機來記錄車輛進出公路的地點，從而計算車程和收費。
為了方便駕駛人士繞過401號公路的大多倫多地區路段（即該公路最繁忙的路段），安省政府從1950年代開始規劃407號公路作401號公路的北方繞道。然而，當局在往後年間集中拓闊401號公路，因此待1987年才展開407號公路項目。省府於1990年代初將407號公路定為收費道路，並於1998年將之私有化，407號快速收費公路因此不屬省政府轄下的公路網絡。首期介乎410號公路和404號公路的路段於1997年中通車，餘下路段於往後四年相繼對外開放；私營的407號公路於2001年中開通至現有的規模。省府後於2010年代將407號公路往東伸展65（40英里），項目首期介乎皮克靈和奧沙華的路段於2016年6月20日聯同412號公路開通；餘下通往35號和115號公路的路段則於2018年-19年間聯同418號公路陸續完工。
私營和省營的兩段407號公路隸屬不同收費架構，但兩者共用同一種電子收發器。此外，兩者的標識亦有所分別。私營407號公路的路標為一白色圓邊長方形，公路編號以黑色字體顯示。省營407號公路則沿用其他省道的王冠狀路標，但在下方以黃底黑字加註英文大寫（即「收費」），而在路旁豎立的定向路盾則以藍底白字顯示公路編號和方向，有別於免費公路的白底黑字。

## 走線
407號公路全長151.4（94.1英里），從北面繞過多倫多市，沿途經過伯靈頓、奧克維爾、密西沙加、賓頓、旺市、萬錦、皮克靈、惠特比、奧沙華和克拉靈頓，2014年6月錄得的平均每日車流超越35萬架次。

### 伯靈頓–賓頓段
407號公路的西端設於荷頓區伯靈頓的費里曼交匯處（Freeman Interchange），在此與403號公路和伊利沙伯皇后道（QEW）交匯。407號公路從此交匯處起往北伸延，呈來回六線行車佈局，與登打士街（荷頓區5號區道）交匯後往東北拐，越過布朗提溪（Bronte Creek）進入農業地帶，從底部穿越特里梅恩道（Tremaine Road）高架橋後進入奧克維爾鎮範圍。公路與特拉法加道（Trafalgar Road）交匯後抵達荷頓區和奧克維爾的東界，並在此再度與403號公路交匯；407號公路亦在此拐一個直角，從東北-西南走向改呈西北-東南走向。
407號公路其後緊隨荷頓區-皮爾區和奧克維爾鎮-密西沙加市的邊界，呈來回四線行車佈局往西北伸延至401號公路，與其交匯並再拐一個直角，改呈東北-西南走向。公路從底部穿越溫斯頓·邱吉爾大道（皮爾區19號區道）高架橋後正式進入皮爾區範圍，並從北面緊隨密西沙加和賓頓的市界。
公路與密西沙加道（皮爾區1號區道）交匯後跨越信用河（Credit River），與美維斯道（Mavis Road）和曉倫大略街（Hurontario Street）交匯後抵達一座大型交匯處，在此與410號公路交接。公路其後稍往北拐，與狄斯道（Dixie Road）和賓馬利道（Bramalea Road）後從底部穿越士刁士大道（皮爾區15號區道），後再往東北拐並與機場道（皮爾區7號區道）和哥威道（Goreway Drive）交匯，跨越含伯河（Humber River）西支流後進入約克區旺市。

### 旺市–皮克靈段
407號公路進入旺市後，隨即與427號公路交匯，此後大致在7號公路和士刁士大道之間往東伸延，與威斯頓道（Weston Road）交匯後抵達安大略省内唯一一座四層環形交匯處（four-level stack interchange），在此與400號公路交接。
公路其後繼續往東伸展，與基爾街（Keele Street）交匯後往北拐，在德化林街（Dufferin Street）交匯處一帶再往東拐，走線自此從南面緊貼7號公路，並先後與巴佛士街（約克區38號區道）、央街（約克區1號區道）和灣景路（約克區34號區道）交匯。公路其後往南拐，在里士利街（Leslie Street）以東與404號公路交匯，之後繼續貫穿萬錦市南部，先後與活拜路（Woodbine Avenue）、華登路（Warden Avenue）、堅尼地道（Kennedy Road）、麥高雲道（McCowan Road）和萬錦道（Markham Road）交匯，再跨越紅河（Rouge River）。公路與約克區69號和48號區道交匯後往東北拐，並離開大多倫多地區的人口密集地帶。
407號公路隨後與約克-杜林線（York–Durham Line）交匯，離開約克區萬錦市，進入杜林區皮克靈市。公路繼續往東伸延，途經北道（North Road）；當局計劃未來在此設置交匯處。公路與布洛克道（Brock Road）的立體交匯處與省府的407號公路東延路段同期落成，在此之前此處為一座交通燈平交路口；私營的407號快速收費公路亦在此告終。

### 皮克靈–克拉靈頓段
布洛克道交匯處以東的407號公路業權隸屬安大略省政府。這段407號公路貫穿皮克靈市北部的郊野地帶，跨越威斯尼道（Westney Road）和沙林道（Salem Road）後抵達湖脊道（Lake Ridge Road）交匯處，隨之進入惠特比鎮並與412號公路交匯。407號公路隨後往東南伸延，與安大略12號公路和西克森道（Thickson Road）交匯後進入奧沙華市並改往東北伸展，途經閃高街（Simcoe Street）交匯處後抵達和諧道（Harmony Road）。公路再改往東南伸延至克拉靈頓，與恩菲路道（Enfield Road）交匯後往東伸展至蘇連拿社區（Solina），與418號公路交匯後則大致往東和東北伸延，至奧羅諾社區（Orono）以北與35號和115號公路交接並告終。

## 收費
407號公路沿線不設收費站，取而代之的是各出入口皆裝設電子器材來讀取進出公路車輛的資訊。裝有收發器的車輛進出公路時，收發器會向設在入出口上空的無線電天線發出訊號，電子收費系統從而計算該次車程全長及相應的收費。不設收發器的車輛進出公路時，設在入出口上空的攝影機則會攝取該架車輛的號牌，營運公司可由此獲取車主的資料。營運公司計算車程全長及相應收費後，便會向車主寄出月結單。此車輛號牌辨別系統與加美兩國數個省份和州份的汽車登記處資料系統有所聯繫。
如有車主欠交407號公路路費超過125天的話，當該車主申請延續其名下的車輛號牌時，省運輸廳依法需拒絕該項申請，直至該車主繳交所有逾期路費及利息為止。
407號公路的車内收發器亦可應用於曾經收費的412號和418號公路，但如今這兩條公路已不再收費。
公路每公里計的收費架構以數項因素釐定：
- 車輛大小：分為輕型車輛、單節重型車輛和多節重型車輛
- 路段：分為407 ETR 第一區（QEW/403號公路至401號公路）、第二區（401號公路至427號公路）、第三區（427號公路至404號公路）、第四區（404號公路至布洛克道）、和省營407號公路東延路段（布洛克道以東）
- 時段：收費因時段而異，工作日尖峰和繁忙時段收費較離峰時段和假日為高；每次收費是根據車輛進入公路的時段而計算
- 行車方向：部分路段和時段的西行和東行收費有異
- 季節：分為春季（2020年2月1日-4月30日）、夏季（2020年5月1日-10月31日）和冬季（2020年11月1日-2021年1月31日）；夏季收費較春季和冬季為高

其他費用
|                                                | 輕型車輛    | 單節重型車輛  | 多節重型車輛  |
| 每次公路使用費                                 | 每程 $1.00  | 每程 $2.00    | 每程 $3.00    |
| 車輛號牌攝影機附加費（適用於不設收發器的車輛） | 每程 $4.20* | 每程 $50.00** | 每程 $50.00** |
| 每月賬目費（適用於不設收發器的車輛）           | $3.95       | $3.95         | $3.95         |
| 每月收發器租用費                               | $3.95       | $3.95         | $3.95         |
| 年度收發器租用費                               | $24.50      | $24.50        | $24.50        |

- *不設收發器的輕型車輛（電單車例外）每次使用公路時皆會被收取車輛號牌攝影機附加費；電單車則因車上通常缺乏適合安裝收發器的位置，因此不需繳付此項費用
- **法例規定使用此公路的重型車輛需安裝收發器；當局可向違例者徵收罰款

## 歷史

### 規劃及早期工程
大多倫多市於1959年發表的規劃報告中已建議在401號公路以北修建一條雙程分隔繞道，當局亦於1960年代在擬定走線一帶預留空間。然而，安省公路部（即運輸廳前身）決定將401號公路在大多倫多市内的路段擴闊至來回12線行車，上述北部繞道項目亦因此擱置多年。隨著擴建後的401號公路漸見擁擠，省府於1980年代中期重新審視北部繞道項目，並於1987年正式展開工程。
安省於1990年代初期面臨經濟衰退，省府的財政狀況亦不甚理想。省府因此將公路定為收費道路，並尋求私營夥伴來營運公路；省府從兩間參與競投的公司中選出加拿大公路國際公司（Canadian Highways International Corporation）為公路的營運商。公路開通後首35年將向用戶收取路費來彌補項目的興建開支，其後將取消收費並歸回省府轄下的免費400系列公路網絡。另一方面，省府則於1995年3月31日宣佈介乎布靈頓和奧克維爾，原定預留作延伸403號公路的空間改為興建407號公路西段。
407號公路首階段介乎410號公路和404號公路的路段於1997年6月7日通車，其後一個月免收路費讓駕駛人士試用。介乎410號公路和401號公路的路段於同年12月13日開通，而介乎401號公路和403號公路的路段則於1998年9月4日啓用。介乎404號公路和萬錦道的路段於1998年初完成；然而萬錦道一帶居民擔心公路在此終結會令大量車流轉入萬錦道，導致該帶交通惡化，當局面對居民抗議下於同年2月18日只開通407號公路至麥高雲道出口。介乎407號公路和士刁士大道的萬錦道和麥高雲道在往後一年内雙雙擴闊至來回四線行車，而407號公路介乎麥高雲道和萬錦道的路段終在1999年6月24日開通。

### 私有化及延伸路段
安省政府於1990年代初期面臨每年110億元赤字，負債達1千億元。在此背景下，安大略進步保守黨以滅赤政綱贏取1995年省選。該黨上臺執政後審視由省府持有的資產，並將部分放售以求平衡預算。省府遂於1998年將407號公路以31億元租予407國際公司，協定有效期為99年。該財團的股權分佈如下：43.23%屬西班牙的Cintra基建公司、40%屬加拿大退休金計劃投資委員會、餘下16.77%則屬工程公司SNC-Lavalin。在此協定下，該財團全面控制407號公路及其收費架構，但省府保留日後沿公路走線興建公共交通系統的權力。
私有化協定落實時，407號公路西起密西沙加403號公路交匯處，東至萬錦道。根據該協定，公路往西延至布靈頓QEW及往東延至皮克靈布洛克道的項目由407國際公司負責。介乎403號公路和尼亞加華大道（Neyagawa Boulevard）的路段於2001年6月17日開通、介乎尼亞加華大道和布朗提道的路段於同月29日通車、介乎布朗提道和登打士街的路段於同年7月18日開放、而介乎登打士街和QEW的路段則於同月30日啓用。介乎萬錦道和皮克靈布洛克道的路段於同年8月30日通車。

### 杜林區東延項目

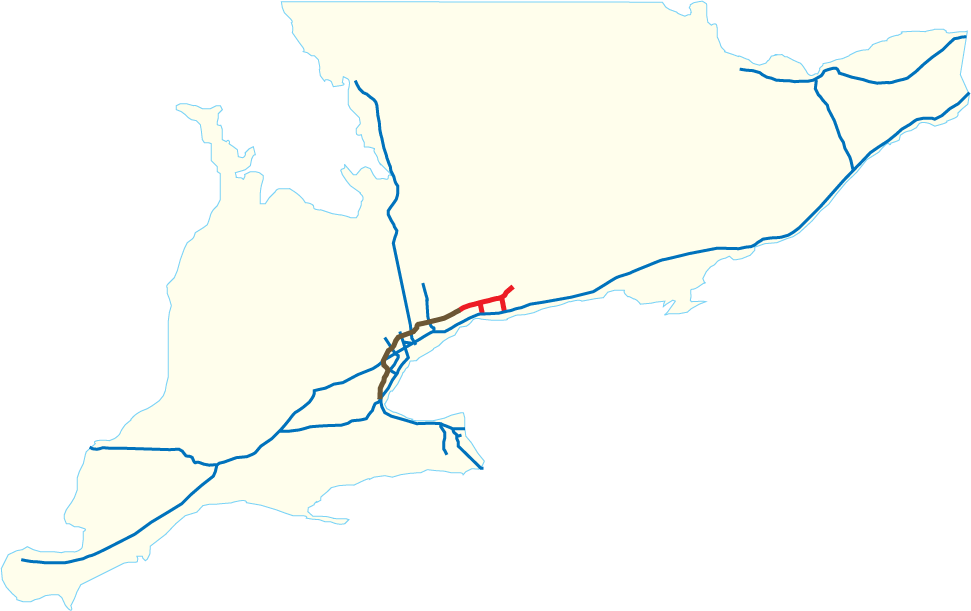
紅色代表407號公路東延路段的走線（包括杜林西部通道和杜林東部通道）

省府於21世紀初進行407號公路的杜林區東延項目：延伸路段全長65（40英里），而項目亦包括兩條連接407號和401號公路的南北向高速公路。項目環境評估程序於2000年代初進行，2009年6月完成；而省府則於2007年6月公佈擬定走線。省府後於2009年1月27日宣佈東延路段將定為收費道路，但業權將屬於省府，而收費架構亦將由省府釐定。省府後於2012年批出東延路段的工程和營運合約，總值16億元，由私營407號公路的營運公司中標，而工程則於2013年第一季展開。
項目首期路段東至奧沙華市和諧道（Harmony Road），全長22（14英里），與杜林西部通道（412號公路）一併興建，原定於2015年末開通但後來延遲至2016年6月20日；省府同時宣佈該段公路免收路費至2017年初。第二期路段東至35號和115號省道，全長43（27英里），與杜林東部通道（418號公路）一併興建。東延至克拉靈頓湯頓道（Taunton Road）的路段於2018年1月2日開通，餘下路段則於2019年12月9日聯同418號公路一起通車。

## 出口列表
下列為407號公路沿線的出入口，排序從西至東。
| 地方行政區        | 城鎮                   | 公里                                                    | 出口編號 | 目的地                                                          | 附註                                                                                   |
| ----------------- | ---------------------- | ------------------------------------------------------- | -------- | --------------------------------------------------------------- | -------------------------------------------------------------------------------------- |
| 荷頓區            | 伯靈頓                 | 0.0                                                     | –        | 403號省道 / 伊利沙伯皇后道 - 咸美頓、尼亞加拉瀑布城、布蘭特福德 | 西行出口及東行入口                                                                     |
| 荷頓區            | 伯靈頓                 | 6.0                                                     | 5        | 荷頓5號區道 （登打士街 / ）                                     |                                                                                        |
| 荷頓區            | 伯靈頓                 | 9.9                                                     | 9        | 荷頓20號區道 （艾普比線 / ）                                    |                                                                                        |
| 荷頓區            | 奧克維爾               | 14.0                                                    | 13       | 荷頓25號區道 （布朗提道 / ）                                    |                                                                                        |
| 荷頓區            | 奧克維爾               | 18.9                                                    | 18       | 荷頓4號區道 （尼亞加華大道 / ）                                 |                                                                                        |
| 荷頓區            | 奧克維爾               | 22.2                                                    | 21       | 荷頓3號區道 （特拉法加道 / ）                                   |                                                                                        |
| 荷頓區/皮爾區界線 | 苗頓/密西沙加界線      | 24.8                                                    | 24       | 403號省道 - 多倫多、咸美頓                                      |                                                                                        |
| 荷頓區/皮爾區界線 | 苗頓/密西沙加界線      | 28.8                                                    | 28       | 荷頓6號區道 / 皮爾3號區道 · （不列顛尼亞道 / ）                 |                                                                                        |
| 荷頓區/皮爾區界線 | 苗頓/密西沙加界線      | 31.9                                                    | 31       | 荷頓7號區道 / 皮爾5號區道 · （德里道 / ）                       |                                                                                        |
| 荷頓區/皮爾區界線 | 苗頓/密西沙加界線      | 33.9–35.8                                               | 34A      | 401號省道 東行 - 多倫多                                         | 東行出口及西行入口                                                                     |
| 皮爾區            | 賓頓/密西沙加界線      | 33.9–35.8                                               | 34B      | 401號省道 西行 - 倫敦                                           | 西行出口編號為34                                                                       |
| 皮爾區            | 賓頓/密西沙加界線      | 39.7                                                    | 39       | 皮爾1號區道 （密西沙加道 / ）                                   |                                                                                        |
| 皮爾區            | 賓頓                   | 42.9                                                    | 42       | 皮爾18號區道 （美維斯道 / ）                                    |                                                                                        |
| 皮爾區            | 賓頓                   | 45.2                                                    | 44       | 曉倫大略街 /                                                    | 前為安大略10號省道                                                                     |
| 皮爾區            | 賓頓                   | 47.3                                                    | 46       | 410號省道                                                       |                                                                                        |
| 皮爾區            | 賓頓                   | 49.6                                                    | 48       | 皮爾4號區道 （狄斯道 / ）                                       |                                                                                        |
| 皮爾區            | 賓頓                   | 51.1                                                    | 50       | 賓馬利道 /                                                      | 西行出口及東行入口                                                                     |
| 皮爾區            | 賓頓                   | 54.2                                                    | 53       | 皮爾7號區道 （機場道 / ）                                       |                                                                                        |
| 皮爾區            | 賓頓                   | 55.7                                                    | 54       | 哥威道 /                                                        | 西行出口及東行入口                                                                     |
| 約克區            | 旺市                   | 58.9                                                    | 58       | 427號省道 - 多倫多、皮爾遜國際機場                              |                                                                                        |
| 約克區            | 旺市                   | 60.2                                                    | 59       | 約克27號區道 （27號公路 / ）                                    | 前為安大略27號省道                                                                     |
| 約克區            | 旺市                   | 64.2                                                    | 63       | 約克57號區道 （松谷道 / ）                                        |                                                                                        |
| 約克區            | 旺市                   | 66.4                                                    | 65       | 約克56號區道 （威斯頓道 / ）                                    | 東行出口及西行入口                                                                     |
| 約克區            | 旺市                   | 67.1                                                    | 66       | 400號省道 - 多倫多、巴里                                        |                                                                                        |
| 約克區            | 旺市                   | 68.3                                                    | 67       | 約克55號區道 （珍街 / ）                                        |                                                                                        |
| 約克區            | 旺市                   | 70.5                                                    | 69       | 約克6號區道 （基爾街 / ）                                       |                                                                                        |
| 約克區            | 旺市                   | 74.0                                                    | 73       | 約克53號區道 （德芙靈街 / ）                                    |                                                                                        |
| 約克區            | 旺市                   | 76.2                                                    | 75       | 約克38號區道 （巴佛士街 / ）                                    |                                                                                        |
| 約克區            | 旺市/列治文山/萬錦界線 | 78.4                                                    | 77       | 約克1號區道 （央街 / ）                                         | 前為安大略11號省道                                                                     |
| 約克區            | 萬錦                   | 80.3                                                    | 79       | 約克34號區道 （灣景大道 / ）                                    |                                                                                        |
| 約克區            | 萬錦                   | 82.4                                                    | 81       | 約克12號區道 （利士利街 / ）                                    | 東行出口及西行入口                                                                     |
| 約克區            | 萬錦                   | 83.4                                                    | 82       | 404號省道 - 多倫多、紐馬克特                                    |                                                                                        |
| 約克區            | 萬錦                   | 84.4                                                    | 84       | 約克8號區道 （活拜大道 / ）                                     |                                                                                        |
| 約克區            | 萬錦                   | 86.5                                                    | 86       | 約克65號區道 （窩頓大道 / ）                                    |                                                                                        |
| 約克區            | 萬錦                   | 88.4                                                    | 88       | 約克3號區道 （堅尼地道 / ）                                     |                                                                                        |
| 約克區            | 萬錦                   | 90.5                                                    | 90       | 約克67號區道 （麥高雲道 / ）                                    |                                                                                        |
| 約克區            | 萬錦                   | 92.6                                                    | 92       | 約克68號區道 （萬錦道 / ）                                      | 前為安大略48號省道                                                                     |
| 約克區            | 萬錦                   | 94.7                                                    | 94       | 約克69號區道 （第九線 / ）                                      |                                                                                        |
| 約克區            | 萬錦                   | 96.4                                                    | 96       | 約克48號區道 （當奴·卡臣士園林路 / ）                           |                                                                                        |
| 約克區/杜林區界線 | 萬錦/皮克靈界線        | 99.4                                                    | 98       | 約克30號區道 （約克-杜林線 / ）                                 |                                                                                        |
| 杜林區            | 皮克靈                 | 100.8                                                   | 100      | 北道 /                                                          | 現有路段上的擬建交匯處                                                                 |
| 杜林區            | 皮克靈                 | 102.3                                                   | 102      | 擬建皮克靈機場連接路 /                                          | 現有路段上的擬建交匯處                                                                 |
| 杜林區            | 皮克靈                 | 106.5                                                   |          | 杜林1號區道 （布洛克道 / ）                                     | 平交路口；2015年末移除                                                                 |
| 杜林區            | 皮克靈                 | 108.0                                                   | 105      | 杜林1號區道 （布洛克道 / ）；往 7號省道                         |                                                                                        |
| 杜林區            | 皮克靈                 | 107.3                                                   |          | 7號省道                                                         | 平交路口；2015年末移除                                                                 |
| 杜林區            | 皮克靈                 | 私營407號快速收費公路（407 ETR）東端；省營407號公路西端 |          |                                                                 |                                                                                        |
| 杜林區            | 皮克靈                 | 111.2                                                   | 108      | 杜林31號區道 （威斯尼道 / ）                                    | 現有路段上的擬建交匯處                                                                 |
| 杜林區            | 皮克靈                 | 112.9                                                   | 109      | 沙林道 /                                                        | 現有路段上的擬建交匯處                                                                 |
| 杜林區            | 皮克靈/惠特比界線      | 115.3                                                   | 111      | 杜林23號區道 （湖脊道 / ）                                      |                                                                                        |
| 杜林區            | 惠特比                 | 116.2                                                   | 112      | 412號省道                                                       |                                                                                        |
| 杜林區            | 惠特比                 | 120.3                                                   | 118      | 12號省道 （寶雲街 / ）                                          |                                                                                        |
| 杜林區            | 惠特比                 | 121.8                                                   | 120      | 杜林26號區道 （西克森道 / ）                                    |                                                                                        |
| 杜林區            | 奧沙華                 | 123.6                                                   | 122      | 桑頓道 /                                                        | 現有路段上的擬建交匯處                                                                 |
| 杜林區            | 奧沙華                 | 125.4                                                   | 124      | 杜林2號區道 （閃高街 / ）                                       |                                                                                        |
| 杜林區            | 奧沙華                 | 128.7                                                   | 127      | 杜林33號區道 （和諧道 / ）                                      |                                                                                        |
| 杜林區            | 克拉靈頓               | 133.7                                                   | 132      | 杜林34號區道 （恩菲路道 / ）                                    |                                                                                        |
| 杜林區            | 克拉靈頓               | 137.0                                                   | 135      | 418號省道                                                       | 2018年：407號公路沿418號公路走線延至湯頓道，418號公路編號不對外掛牌 2019年：全向交匯處 |
| 杜林區            | 克拉靈頓               |                                                         |          | 杜林4號區道 （湯頓道 / ）                                       | 2018年：407號公路東端終點 2019年：南北向公路走線改編為418號公路                        |
| 杜林區            | 克拉靈頓               | 139.7                                                   | 138      | 杜林57號區道 （寶文圍大道 / ）                                  |                                                                                        |
| 杜林區            | 克拉靈頓               | 146.3                                                   | 145      | 達靈頓-克拉克鎮線 /                                             |                                                                                        |
| 杜林區            | 克拉靈頓               | 151.4                                                   |          | 35號省道 / 115號省道                                            | 東延路段終點                                                                           |